# Orphnaeus meruinus
Orphnaeus meruinus är en mångfotingart som beskrevs av Carl Graf Attems 1909. Orphnaeus meruinus ingår i släktet Orphnaeus och familjen kamjordkrypare.
Artens utbredningsområde är Tanzania.

## Underarter
Arten delas in i följande underarter:
- O. m. meruinus
- O. m. robustior